# Shenmu

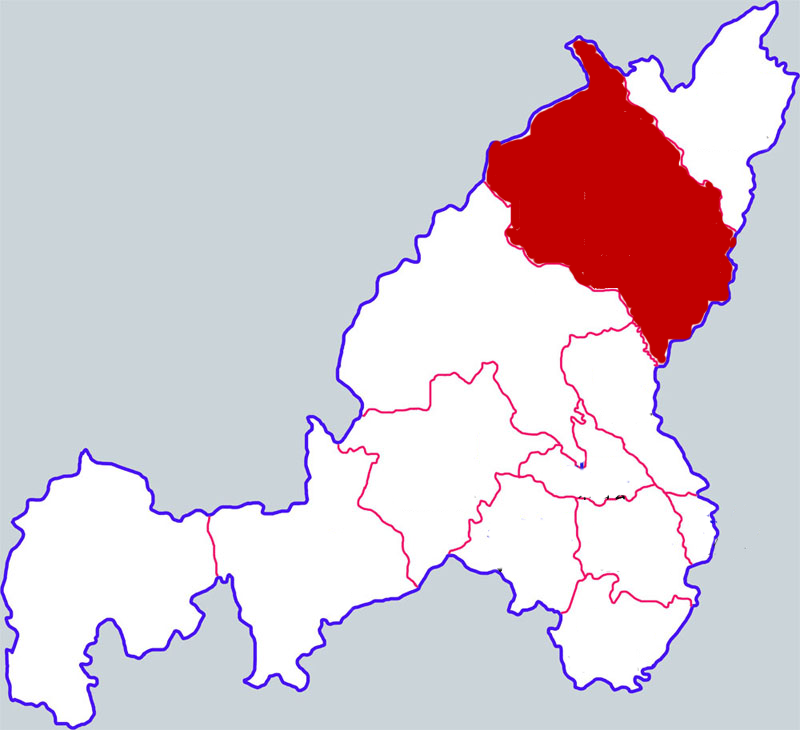
Lage von Shenmu auf dem Gebiet der bezirksfreien Stadt Yulin

Shenmu (chin. 神木市; Pinyin: Shénmù Shì) ist ein Kreis der bezirksfreien Stadt Yulin der Provinz Shaanxi in der Volksrepublik China. Er hat eine Fläche von 7.482 km² und zählt 571.869 Einwohner (Stand: Zensus 2020). Sein Hauptort ist die Großgemeinde Shenmu (神木镇).
Die Shimao-Stätte (Shimao yizhi 石峁遗址) und die Stätte der alten Stadt Linzhou (Linzhou gucheng 麟州故城) stehen auf der Liste der Denkmäler der Volksrepublik China.